# Vizcaya (métro de Miami)
 (novembre 2024).
Si vous disposez d'ouvrages ou d'articles de référence ou si vous connaissez des sites web de qualité traitant du thème abordé ici, merci de compléter l'article en donnant les références utiles à sa vérifiabilité et en les liant à la section « Notes et références ».
Vizcaya est une station de métro à Miami, en Floride, aux États-Unis. Située entre Coconut Grove et Brickell sur les lignes verte et orange du métro de Miami, elle a ouvert le 20 mai 1984.